# Mirosław Szafran
Mirosław Władysław Szafran (ur. 24 czerwca 1933 w Poznaniu, zm. 3 marca 2025) – polski chemik, profesor nauk chemicznych.

## Życiorys
W 1956 r. ukończył studia chemiczne na Uniwersytecie im. Adama Mickiewicza i w tym samym roku rozpoczął pracę w macierzystej uczelni, w Katedrze Chemii Organicznej, w 1960 r. obronił pracę doktorską Badania syntetyczne w grupie pochodnych pirydyny i piperydyny napisaną pod kierunkiem Jerzego Suszki, w 1964 r. otrzymał na podstawie pracy Badania silnych wiązań wodorowych w pochodnych N-tlenku pirydyny metodą spektroskopii w podczerwień stopień doktora habilitowanego. W 1972 r. uzyskał tytuł profesora nadzwyczajnego, w 1979 tytuł profesora zwyczajnego nauk chemicznych.
Był kierownikiem Zakładu Fizycznej Chemii Organicznej na Wydziale Chemii Uniwersytetu im. Adama Mickiewicza.
Pochowany został 12 marca 2025 na cmentarzu komunalnym na Junikowie.